# Perigo (álbum de Gian & Giovani)
Gian & Giovani é o décimo sétimo álbum da dupla sertaneja Gian & Giovani, lançado em agosto de 2009. Conquistados os 20 anos de carreira, inauguram uma nova fase com um álbum, o 17º da carreira, que leva apenas o nome da dupla, cheio de qualidade, espontaneidade, romantismo e alegria. Os irmãos voltaram ao estúdio com um repertório que expressa essa vibração de novidade, depois da repercussão do CD/DVD comemorativo "Uma História de Sucesso", de 2007. Quanto ao repertório, foi escolhida a inédita “Se É Amor”, de Bruno (Bruno & Marrone) e Felipe, como primeira canção de trabalho. O disco já abre com um achado, a ultra-romântica “Perigo”, consagrada na voz de Zizi Possi. A dupla também se encantou com a compositora Paula Fernandes de quem gravaram "Só Penso em Nós" e "OK", as duas inéditas de emoção derramada mas também de grande delicadeza. Outros trunfos são “Meu Fogo Meu Ar”, “Nem Na Bebedeira” ,“Me Proteja” e “Vou Tocar o Movimento”, um sensacional blues-arrasta-pé, quer e trata no arranjo a mudança de estado de espírito de um homem abandonado. Esse trabalho lançado pela “Sunshine Entertainment” conseguiu grandes índices de vendagem e de popularidade, onde a dupla conseguiu bastante notoriedade em diversos programas de televisão na época.
A música "Arrepiou, Arrepiou", entrou na trilha da novela Paraíso (2009) da Rede Globo, no disco 'Rádio A Voz Do Paraíso" em 2009.[carece de fontes?]

## Faixas
| N.º | Título                         | Duração |  |
| 1.  | "Perigo"                       | 3:32    |  |
| 2.  | "Só Depende De Nós"            | 3:02    |  |
| 3.  | "Só Penso Em Nós"              | 3:46    |  |
| 4.  | "Meu Fogo Meu Ar"              | 3:10    |  |
| 5.  | "Fonte De Desejos"             | 3:16    |  |
| 6.  | "Vou Tocar O Movimento"        | 2:55    |  |
| 7.  | "Nem Na Bebedeira"             | 2:44    |  |
| 8.  | "Se É Amor"                    | 3:20    |  |
| 9.  | "Quando A Gente Ama Tem Jeito" | 3:21    |  |
| 10. | "Ok"                           | 3:25    |  |
| 11. | "Me Proteja"                   | 3:43    |  |
| 12. | "Alma De Beija-Flor"           | 3:35    |  |
| 13. | "Não Casa Com Ele"             | 3:32    |  |
| 14. | "Sai Dessa Coração"            | 3:35    |  |
| 15. | "Arrepiou, Arrepiou"           | 3:07    |  |